# Кошевой, Пётр Кириллович
Пётр Кири́ллович Кошево́й (укр. Петро Кирилович Кошовий; 21 декабря 1904  [3 января 1905], Александрия, Херсонская губерния — 30 августа 1976, Москва) — советский военачальник, Маршал Советского Союза (15 апреля 1968 года). Дважды Герой Советского Союза (16 мая 1944, 19 апреля 1945 года).
Командующий войсками Сибирского военного округа (1957—1960), Киевского военного округа (1960—1965), Главнокомандующий Группой советских войск в Германии (1965—1969). Кандидат в члены ЦК КПСС (1961—1971), Депутат Верховного Совета СССР 6-7-го созывов.

## Начальная биография
Родился 8 [21] декабря 1904 в городе Александрия Херсонской губернии в крестьянской семье (отец его был работником на сельской мельнице). В 1919 году окончил начальное училище, затем работал в крестьянском хозяйстве родителей.

## Военная служба

### Гражданская война
В Красной Армии с февраля 1920 года, когда в 15 лет добровольцем вступил в 2-й Червоноказачий полк 8-й Червоноказачьей дивизии под командованием В. М. Примакова. В рядах этого полка принимал участие в боевых действиях на Юго-Западном фронте в ходе советско-польской войны и против вооружённых формирований под командованием С. В. Петлюры в районе городов Чёрный Остров, Литин, Проскуров, Городок, Рогатин, а затем — против вооружённых формирований, в том числе и под командованием Н. И. Махно. В бою с бандой в 1921 году был ранен.

### Межвоенное время
В августе 1922 года направлен на учёбу на Крымские кавалерийские курсы имени Крымского ЦИК, после окончания которых в октябре 1923 года был назначен на должность старшины эскадрона в составе 3-го кавалерийского полка Червонного казачества (1-я кавалерийская дивизия Червонного казачества, Украинский военный округ).
В августе 1924 года направлен на учёбу в Украинскую кавалерийскую школу имени С. М. Буденного, во время обучения в которой в 1925 году вступил в ряды ВКП(б). После окончания школы в сентябре 1927 года назначен на должность командира взвода в составе 61-го кавалерийского полка Особой кавалерийской бригады, Московский военный округ), а с ноября 1931 года исполнял должность для поручений 2-го разряда в отделе вузов штаба Московского военного округа. Вскоре направлен в Объединённую военную школу имени ВЦИК в Москве, где служил на должностях помощника командира пулемётного эскадрона и командира взвода механизированного дивизиона.
С марта по май 1932 года проходил обучение на бронетанковых курсах усовершенствования командного состава РККА в Ленинграде. В сентябре того же года назначен на должность начальника полковой школы 61-го кавалерийского полка в составе Особой кавалерийской дивизии имени И. В. Сталина, в мае 1935 года — на должность помощника начальника 1-й (оперативной) части штаба этой же дивизии, а в октябре — на должность начальника штаба 61-го кавалерийского полка.
В мае 1936 года направлен на учёбу в Военную академию РККА имени М. В. Фрунзе, после окончания которой в январе 1939 года назначен на должность начальника штаба 15-й кавалерийского дивизии (Забайкальский военный округ), а в феврале 1940 года — на должность командира 65-й стрелковой дивизии.

### Великая Отечественная война
С началом войны находился на прежней должности. В октябре 1941 года дивизия начала передислокацию на запад, однако по дороге была задержана с целью участия в проведении парада в Куйбышеве 7 ноября 1941 года. После участия в параде дивизия направлена на Волховский фронт, где в составе 4-й армии с 12 ноября принимала участие в Тихвинской наступательной операции. За успешные действия в этой операции всего через месяц после вступления в бой дивизия была награждена орденом Красного Знамени (17 декабря 1941).
В первой половине 1942 года дивизии полковника Кошевого пришлось выдержать тяжелейшие испытания в ходе Любанской наступательной операции и операции по выводу из окружения 2-й ударной армии (в последней дивизия ценой больших потерь удерживала коридор выхода из «Любанского мешка» для 2-й ударной армии).
В июле 1942 года Кошевой был назначен на должность командира 24-й гвардейской стрелковой дивизии, которая после пополнения в резерве в начале августа была включена в состав 8-й армии (Волховский фронт), после чего принимала участие в ходе Синявинской наступательной операции. В октябре дивизия была вновь выведена в резерв Ставки ВГК и после пополнения в Тамбовской области в декабре направлена на Сталинградский фронт. В его составе она принимала участие в ходе Котельниковской операции, отбивая попытку группы армий «Дон» под командованием генерал-фельдмаршала Манштейна деблокировать окружённую в Сталинграде 6-ю армию генерала Паулюса. В январе 1943 года дивизия была передана в состав Южного фронта, где принимала участие в Северо-Кавказской и Ростовской наступательных операциях, а в июле — в Миусской наступательной операции.
В августе 1943 года генерал-майор П. К. Кошевой назначен на должность командира 63-го стрелкового корпуса (2-го формирования), который принимал участие в Донбасской и Мелитопольской наступательных операций.
Во время Крымской наступательной операции командир 63-го стрелкового корпуса генерал-майор П. К. Кошевой проявил воинское мастерство. В ходе прорыва многоэшелонированной обороны противника корпус генерала Кошевого в упорных боях в течение с 8 по 10 апреля 1944 года прорвал подряд несколько линий обороны противника в междуозерных дефиле на участке Каранки — Тюй-Тюбе, занял сильно укреплённые пункты Каранки, Тюй-Тюбе, Самай, Асс-Ман, Томашевка, Чучак, Кирк-Ишунь и 10 апреля вырвался на оперативный простор Крымского полуострова. При этом изначально корпусу была поставлена задача нанести вспомогательный удар, однако его действия оказались настолько успешны, что командующий 51-й армией генерал Я. Г. Крейзер именно в полосу наступления 63-го стрелкового корпуса перенёс направление главного удара армии. Корпус Кошевого 11 апреля с боем вошёл в Джанкой, а уже 13 апреля — в Симферополь, разрезав надвое 17-ю немецкую армию. К 18 апреля 1944 года передовые части корпуса вышли на рубеж реки Чёрная и на подступы к Севастополю, освободив города Бахчисарай, Балаклава, Карасу-Базар и свыше 200 населённых пунктов. В ходе этих боевых действий уничтожено 6371 солдат и офицеров противника, 121 пулемёт, 181 артиллерийское орудие разных калибров и 20 танков. Было захвачено: 2120 лошадей, 8193 винтовок и автоматов, 775 ручных и станковых пулемётов, 61 миномёт, 304 орудий разных калибров, много стрелкового вооружения и военного имущества, взято в плен 8471 солдат и офицеров противника. Отлично действовал корпус и при штурме Севастополя 5—9 мая 1944 года, в том числе основных немецких укреплений на Сапун-горе.
Указом Президиума Верховного Совета СССР от 16 мая 1944 года за успешное руководство воинскими соединениями и проявленные при этом отвагу и геройство генерал-майору Петру Кирилловичу Кошевому присвоено звание Героя Советского Союза с вручением ордена Ленина и медали «Золотая Звезда» (№ 3598).
В мае 1944 года назначен на должность командира 71-го стрелкового корпуса, который отличился во время Белорусской и Гумбиннен-Гольдапской наступательных операций.
В январе 1945 года назначен на должность командира 36-го гвардейского стрелкового корпуса, который вёл наступательные боевые действия в ходе Восточно-Прусской наступательной операции, завершив войну участием в Земландской наступательной операции и в штурме города-крепости Пиллау. Но особенно он проявил себя при штурме Кёнигсберга 6—9 апреля 1945 года.
Указом Президиума Верховного Совета СССР от 19 апреля 1945 года за образцовое выполнение боевых заданий командования на фронте борьбы с немецко-фашистскими захватчиками и проявленные при этом мужество и героизм гвардии генерал-лейтенанту Петру Кирилловичу Кошевому присвоено звание Героя Советского Союза с вручением второй медали «Золотая Звезда» (№ 43/2).
П. К. Кошевой проявил себя как инициативный и волевой командующий. За успешные боевые действия соединения, которыми он командовал в годы Великой Отечественной войны, 15 раз отмечались в приказах Верховного Главнокомандующего. Гвардии генерал-лейтенант П. К. Кошевой на параде Победы командовал сводным полком Третьего Белорусского фронта.

### Послевоенная карьера
После окончания войны находился на прежней должности.
В июле 1946 года назначен на должность командующего 6-й гвардейской армией (Прибалтийский военный округ).
В марте 1947 года направлен на учёбу на Высшие академические курсы при Высшей военной академии имени К. Е. Ворошилова, после окончания которых в апреле 1948 года назначен на должность командующего 5-й армией (Приморский военный округ, в апреле 1953 года преобразован в Дальневосточный).
В июне 1954 года П. К. Кошевой назначен на должность командующего 11-й гвардейской армией (Прибалтийский военный округ), в июле 1955 года — на должность 1-го заместителя главнокомандующего войсками Группы советских войск в Германии, в июле 1957 года — на должность командующего войсками Сибирского военного округа, а в апреле 1960 года — на должность командующего войсками и члена Военного совета Киевского военного округа.
В январе 1965 года Кошевой назначен главнокомандующим войсками и членом Военного совета Группой советских войск в Германии, где многое сделал для укрепления боеспособности Группы, которая «должна была быть готова за три дня дойти до Гибралтара». 15 апреля 1968 года генералу армии Петру Кирилловичу Кошевому вместе с П. Ф. Батицким было присвоено звание Маршала Советского Союза.
Как Главнокомандующий Группой советских войск в Германии Кошевой принимал участие 20 августа 1968 года в организации вторжения в Чехословакию частей 20-й гвардейской армии из состава Группы, которые в соответствие с планами Операции «Дунай» установили контроль над основными объектами столицы Чехословакии Праги.
В октябре 1969 года Кошевой был освобождён от должности Главнокомандующего, заменён В. Г. Куликовым и назначен Генеральным инспектором Группы генеральных инспекторов Министерства обороны СССР.
Жил в Москве в «Генеральском доме» (Ленинградский проспект, 75). Умер 30 августа 1976 года в Москве. П. К. Кошевой стал первым из умерших в звании Маршала Советского Союза, похороненных не у Кремлёвской стены, а на Новодевичьем кладбище (участок 7).

## Награды
- Дважды Герой Советского Союза (16.05.1944, 09.04.1945);
- Пять орденов Ленина (17.12.1941, 16.04.1944, 30.04.1945, 09.12.1964, 22.02.1968);
- Орден Октябрьской Революции (04.12.1974);
- Три ордена Красного Знамени (03.11.1944, 15.11.1950, 21.02.1969);
- орден Богдана Хмельницкого I степени (05.05.1945);
- Орден Суворова II степени (31.03.1943);
- Два ордена Кутузова II степени (17.09.1943, 04.07.1944);
- Медали СССР;

Иностранные награды
- Орден Народной Республики Болгария I степени (Болгария, 14.09.1974)[5];
- Медаль «90 лет со дня рождения Георгия Димитрова» (Болгария, 1974).

## Память

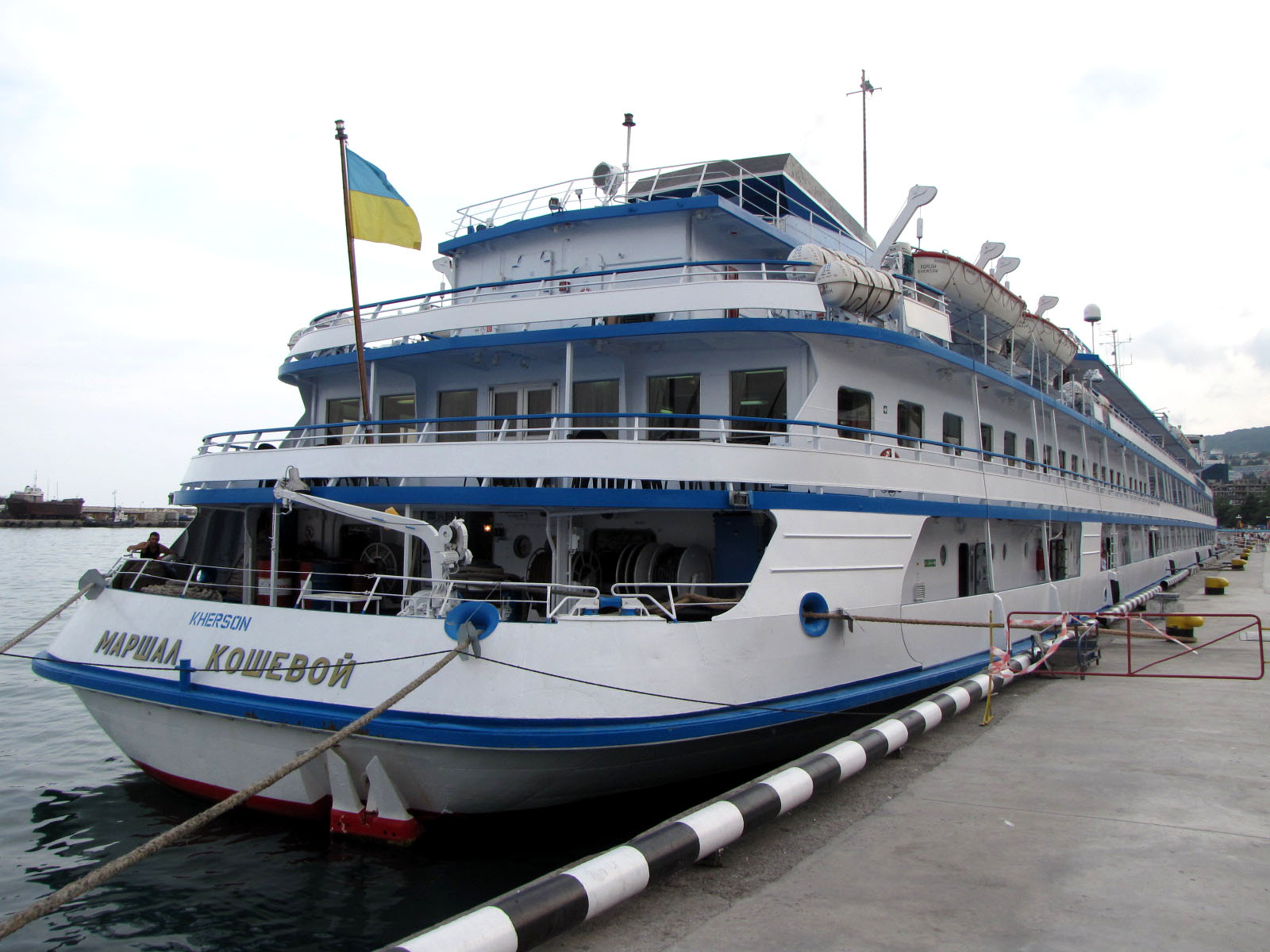
Теплоход Маршал Кошевой.

- Приказом Министра обороны СССР от 9 апреля 1977 года имя Петра Кирилловича присваивается Омскому высшему танковому инженерному ордена Красной Звезды училищу.
- Мемориальная доска в память П. К. Кошевого установлена в Новосибирске на здании, где располагался штаб Сибирского военного округа (улица Державина, 3).
- Теплоход проекта 302 «Викинг Акун» носил имя маршала Кошевого.

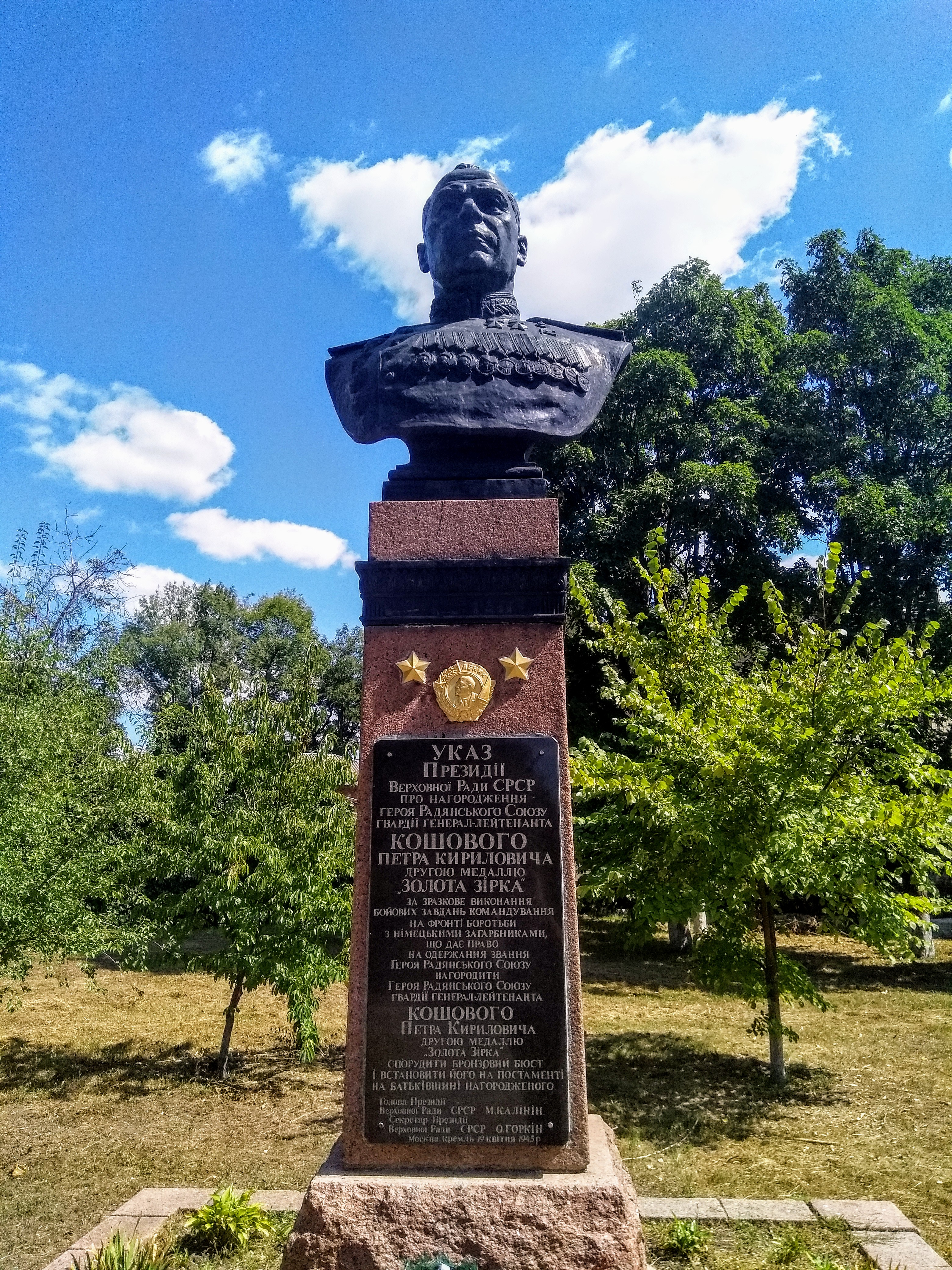
Памятник в его родном городе, Александрии

- Установлены бюсты в городах Омск, в Александрия, Волгодонске.
- В Волгодонске названа улица в честь П. К. Кошевого.
- В Тихвине назван проезд в честь П. К. Кошевого.
- Почётный гражданин города Севастополя (6.05.1974).

## Воинские звания
- Капитан (1935 или 1936);
- Майор (1938);
- Полковник (29 февраля 1940 года);
- Генерал-майор (1 октября 1942 года);
- Генерал-лейтенант (17 мая 1944 года);
- Генерал-полковник (31 мая 1954 года);
- Генерал армии (13 апреля 1964 года);
- Маршал Советского Союза (15 апреля 1968 года).

## Сочинения
- Кошевой П. К. В годы военные. — Москва: Воениздат, 1978. — 283 с. — (Военные мемуары).
- Кошевой П. К. За Ленинград! За Сталинград! За Крым!. — Москва: Алгоритм, 2017. — 331 с. — (Подвиг. Вспоминают Герои Советского Союза). ISBN 978-5-906947-64-2.
- Кошевой П. К. На Сиваше. // Военно-исторический журнал. — 1976. — № 3. — С.57-65.
- Кошевой П. К. Прорыв. // Военно-исторический журнал. — 1976. — № 4. — С.71-80.